# Гимназия № 10 (Мелитополь)
Мелитопольская гимназия № 10 — общеобразовательное учебное заведение в городе Мелитополь Запорожской области.

## История
Гимназия отсчитывает свою историю от 2 февраля 1921 года, когда первое высшее учебное училище было переименовано в 10-ю советскую трудовую школу. Тогда школа находилась на улице Демьяна Бедного (нынешний проспект Богдана Хмельницкого).
С 12 сентября 1930 года школа носила имя Г. И. Петровского.
В 1933 году школа стала семилетней.
В 1933 году школа располагалась в одном из помещений станции Мелитополь, в 1937-1941 годах — в здании нынешнего торгового комплекса «Пассаж». На время немецкой оккупации (6 октября 1941 года — 23 октября 1943 года) школа была закрыта, но уже 10 ноября 1943 года снова начала работу.
Здание, в котором гимназия размещается сейчас, было построено в 1936 или 1937 году как станция «Пионерская» Мелитопольской детской железной дороги, которая работала в парке Горького в 1937-1941 годах. После войны детскую железную дорогу восстанавливать не стали, на короткое время в здании станции разместилась воинская часть, а в 1946 году здание передали школе № 10. Тогда здание было одноэтажным — второй этаж был надстроен в 1969 году.
В 1944-1949 годах школа была женской.
10 ноября 1950 года ей было присвоено имя Н. К. Крупской.
В 1990 году общеобразовательная школа № 10 была преобразована в школу-лицей с техническим профилем обучения, что подразумевало углублённое изучение математики и физики.
В 1992 году название было изменено на гимназия-лицей, а с 1996 года учебное заведение называется Гимназия № 10.
В 1998 года начальные классы гимназии были отделены, и из них была сформирована начальная школа № 17.

## Традиции
Пятиклассников торжественно принимают в гимназисты в день гимназии. Они повторяют слова торжественной клятвы, им вручается «Кодекс чести гимназиста», исполняется гимн гимназии. В день гимназии уроки для пятиклассников проводят ученики старших классов.

## Достижения
Гимназия добивается успеха в городских и областных олимпиадах школьников,
достигая особенно высоких результатов по математике и информатике.
Также гимназисты успешно выступают на областных и Всеукраинских конкурсах Малой академии наук,
международном математическом конкурсе «Кенгуру»,
городских интеллектуальных играх.
Команда гимназии была в числе 5 победителей Всеукраинского конкурса «Онляндия в моей школе», организованного компанией Майкрософт.
Гимназия является одной из первых в городе по числу медалистов среди выпускников.

## Директора
- К. Е. Иоха — первый директор школы
- Антонина Григорьевна Тоцкая — директор в 1990 году, когда школа № 10 стала лицеем
- Галина Фадеевна Максимова — директор с 1993 года
- Ирина Анатольевна Вольнюк[14]

## Известные учителя
- Лепихова Алла Трифоновна (химия)
- Маденов Анатолий Петрович (физика, астрономия)
- Дятлов Николай Владимирович (математика)
- Хребтов Александр Ильич (история)
- Алехнович Анатолий Николаевич (Военное дело, физкультура)
- Ушаков Геннадий Владимирович (физкультура)
- Вольнюк Ирина Анатольевна (история)
- О. А. Фесюк — поэт и художник, почётный гражданин Мелитополя. Работал в школе № 10 в 1930-е годы.[1]
- Авдеенко, Галина Ивановна — учитель русского языка и литературы. В её память в гимназии проводится конкурс русского языка и литературы.[15]
- Водвуденко, Дианелла Петровна (1931—2010) — заслуженный учитель Украины, директор Мелитопольского дворца пионеров. (Теперь дворец пионеров назван её именем[16]). С 1953 по 1955 год работала старшей пионервожатой СШ № 10.[17]
- Мымрик, Леонид Николаевич (род. 1947) — заслуженный учитель Украины (1996)[18], отличник образования Украины. В 1980-1985 преподавал музыку в СШ № 10.[19]